# 馮冠鳴
馮冠鳴（Fung Kwun Ming，1996年8月2日—)，生於香港，香港足球運動員，司職防守中場，現時由香港超級聯賽球會大埔外借至標準流浪。
馮冠鳴小學開始接觸足球，中學在名校英華書院渡過，美國協和大學(Concordia University, Nebraska)升學, 參與NAIA足球聯賽. 

## 榮譽
大埔
- 香港超級聯賽冠軍（2024–25季度）

## 外部連結
- 香港足球總會網頁球員註冊資料 （页面存档备份，存于）